# Groupe Pierre & Vacances-Center Parcs
Le groupe Pierre & Vacances-Center Parcs est un groupe français du secteur des résidences de tourisme fondé en 1967 par Gérard Brémond. Il a construit sa croissance sur un modèle économique de synergie entre l'immobilier et le tourisme.
Le groupe vend, à ses 8 millions de clients français (39%) et étrangers (61%) revendiqués, des séjours dans 300 sites exploités en Europe (hors activités de commercialisation et franchises) et en Méditerranée. Il est coté à la bourse de Paris.

## Historique

### Création d'une station de ski sans voiture à Avoriaz en 1967

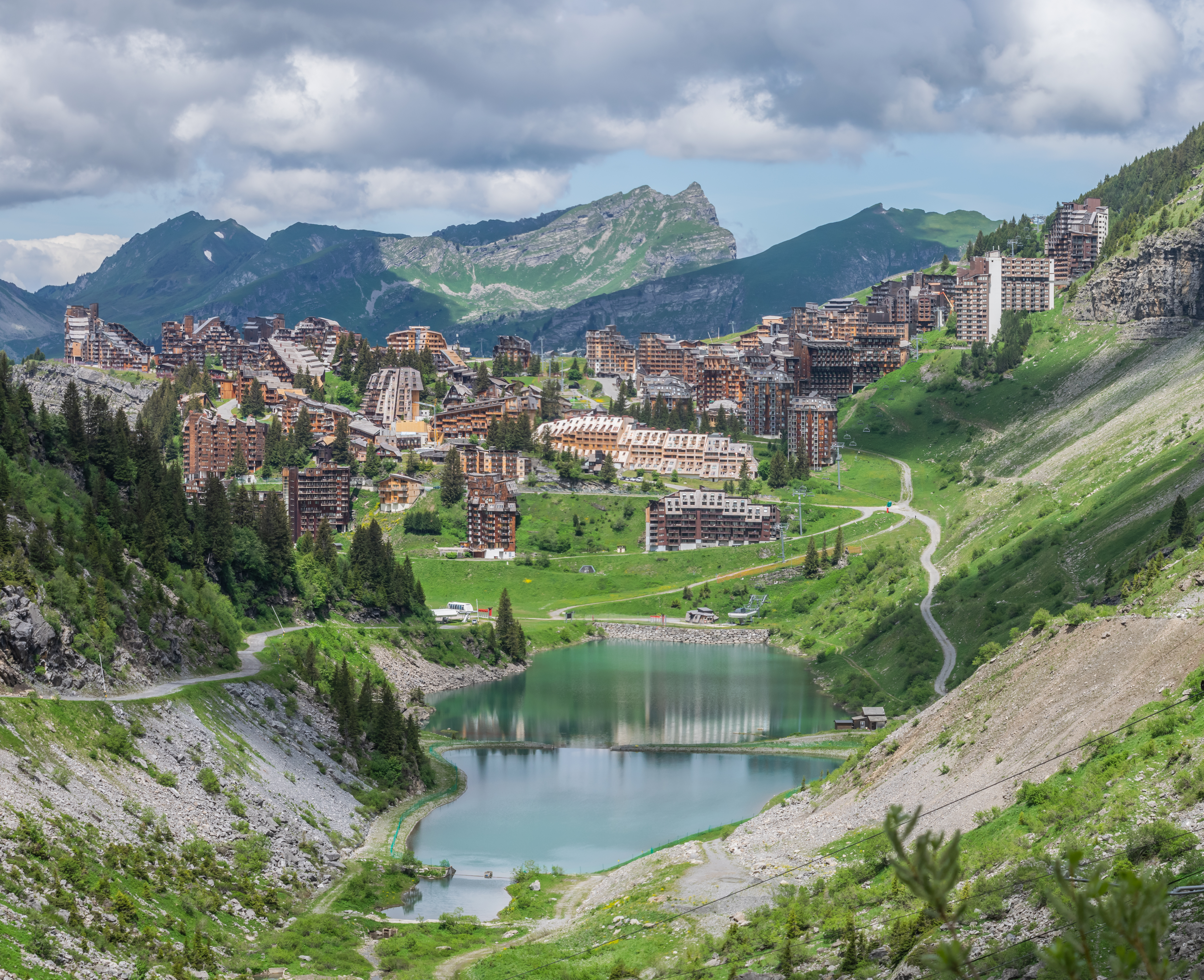
Les débuts de Gérard Brémond à Avoriaz en 1967.

Gérard Brémond crée en 1967 la société Pierre & Vacances dans la station de ski d'Avoriaz en Haute-Savoie, qu'il a développée aux côtés de Jean Vuarnet.
L'origine du nom vient de « Pierre », qui fait allusion à la promotion immobilière, et par « Vacances », qui renvoie à l'exploitation touristique.
Le concept de la station repose sur l'absence de voitures, l'architecture inspirée de son environnement (Avoriaz a été conçue avec les architectes Jacques Labro, Jean-Marc Roques et Jean-Jacques Orzoni) et la vente sur plans d'appartements que les propriétaires s'engagent à louer lorsqu'ils ne les occupent pas, Pierre & Vacances étant chargé de leur exploitation (gestion, entretien, location).
À partir du début des années 1970, le groupe se développe dans d'autres stations des Alpes et des sites balnéaires, par la participation à de nombreux projets touristiques, l'acquisition d'autres sociétés ou la reprise de sites.

### Première résidence en bord de mer à Juan-les-Pins en 1979
Gérard Brémond ouvre en 1979 à Juan-les-Pins, sa toute première résidence à la mer et rebaptise alors son entreprise Pierre et Vacances avant d'en ouvrir une seconde à Port Barcarès.
Un nouveau concept est proposé : la « nouvelle propriété », formule permettant l'accession à la propriété avec déduction de la TVA, loyers garantis, à condition de confier la location de son appartement à Pierre et Vacances lorsque le propriétaire ne l'occupe pas pour ses propres vacances.
À la fin des années 1980, le groupe compte une vingtaine de résidences à la montagne et à la mer, en France et aux Antilles.

### Inauguration de Cap Estérel en 1990

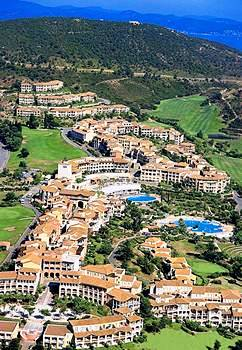
Cap Estérel situé sur le massif de l'Esterel, face à la mer Méditerranée, au lieu-dit Agay, sur la commune de Saint-Raphaël.

En 1990, Pierre & Vacances inaugure le village de Cap Esterel, qui compte 1600 appartements en bord de mer.

### Acquisition de Maeva son principal concurrent français en 2001
En 1999, l'entreprise entre en bourse. La fin des années 1990 et le début des années 2000 sont aussi une période d'acquisitions : Pierre & Vacances rachète successivement Orion Vacances en 1999, le groupe néerlandais Gran Dorado en 2000, Maeva en 2001 et les Résidences MGM (résidences de tourisme haut de gamme) en 2002,. En 2003, le groupe devient actionnaire à 100 % de Center Parcs Europe.
Le groupe commence à s'internationaliser à partir de 2005 en s'implantant en Espagne.
Le 13 février 2007, Pierre & Vacances et Euro Disney SCA annoncent la création d'une filiale commune pour le projet de Villages Nature Paris. Ce projet, qui représente un investissement de 1,8 milliard d'euros, comprend 5 000 appartements répartis dans 4 villages thématiques situés à 6 km des parcs de Disneyland Paris entre les communes de Bailly-Romainvilliers et Villeneuve-le-Comte,,.
Également en 2007, Pierre & Vacances acquiert le groupe belge Sunparks (le 19 avril), puis la société de promotion immobilière Les Senioriales (le 15 mai). Le 1er octobre 2007, il lance Adagio Aparthotel en partenariat avec Accor.
En 2009, le groupe Pierre & Vacances change de nom pour devenir le groupe Pierre & Vacances-Center Parcs.
Un projet d'extension Avoriaz est lancé (500 nouveaux logements dont l'architecture est à nouveau signée de Jacques Labro) et des accords sont trouvés avec Intrawest Hotels & Residences sur l’acquisition d’activités d’exploitation de résidences de tourisme et de commerces à Arc 1950 (Savoie) et Flaine Montsoleil (Haute-Savoie).
En 2011, Adagio acquiert Citéa et créé le label Adagio Access.
À partir de 2012, les déficits d'exploitation deviennent fréquents.
En 2013, le Center Parcs, Park Bostalsee en Allemagne est ouvert. En 2015, le Center Parcs du Bois aux Daims ouvre dans la Vienne.
En 2014, le groupe lance une activité de commerce en ligne avec Maeva.com (plate-forme de location de logements de particulier à particulier en France et en Espagne).
Entre 2014 et 2016, le groupe procède à plusieurs opérations pour se développer en Chine et attirer la clientèle chinoise en Europe.
En décembre 2014, il signe une lettre d'intention avec le promoteur chinois Beijing Capital Land (BCL) pour implanter en Chine et en France des sites touristiques inspirés du concept Center Parcs,.
En juillet 2016, il crée avec le groupe chinois HNA Tourism la société « HNA PV Tourism Company Ltd », détenue à 60% par HNA Tourism et 40% par Pierre & Vacances pour développer en Chine, sous une marque locale, des concepts touristiques inspirés des Center Parcs,.
Toujours en 2016, il acquiert la société La France du Nord au Sud.
Le 10 octobre 2017, Villages Nature Paris est inauguré.
En septembre 2018, le groupe annonce qu'Olivier Brémond, fils aîné de Gérard Brémond, devient Directeur général du groupe, tandis que Gérard Brémond reste Président.
En juillet 2019, Olivier Brémond est nommé Directeur général délegué de SITI, holding de tête du groupe.
Le 13 décembre 2018, on apprend que HNA va céder ses parts du groupe à la holding de contrôle détenue par Gérard Brémond. Le groupe précise que la déclinaison de ses concepts en Chine reste d'actualité.
En juillet 2019, le groupe annonce la nomination de Yann Caillère aux fonctions de Directeur général de Pierre & Vacances SA. Sa prise de fonction est effective au 2 septembre 2019.
En janvier 2020, la direction du groupe annonce un plan social qui prévoit la suppression de 220 postes ainsi qu'une grande restructuration du fonctionnement de l'entreprise,. En février, les syndicats dénoncent un plan « indigne » et déplorent les conditions de travail qui se dégradent alors que le groupe est en bonne santé financière.
Fin décembre 2020, la direction du groupe prévient que l'année 2020-2021 se finira dans le rouge, l'impact de la crise sanitaire ruinant les espérances nées de Change Up, le plan de relance annoncé en janvier 2020. De fait, la perte nette du groupe atteint 336 millions d'euros.
En janvier 2021, Gérard Brémond annonce la nomination de Franck Gervais, ex-patron Europe du groupe Accor, au poste de directeur général de la société.
Dès sa nomination, Franck Gervais présente un nouveau plan stratégique à horizon 2025, "Réinvention 2025", axé autour "d’un nouveau tourisme de proximité réinventé, plus durable, 100% expérientiel, moderne et créateur de valeur", a déclaré Franck Gervais, le directeur général du Groupe depuis janvier 2021.
Fin janvier 2021, la direction de Pierre & Vacances annonce avoir sollicité l'ouverture d'une négociation à l'amiable avec ses créanciers en attendant la reprise des activités touristiques,.
En novembre 2021, la direction annonce avoir reçu une offre ferme d'investisseurs dans la perspective du renflouement de l'entreprise en difficulté depuis le début de la crise sanitaire. Sur la période 2020-2021, son chiffre d'affaires a été amputé de 37 % par rapport à la période avant-Covid. L'année 2021 se termine par une perte nette de 341 millions d'euros ce qui porte la dette totale à près de 1,1 milliard d'euros.
En décembre 2021, la direction annonce l'entrée en négociations exclusives avec un trio d'investisseurs afin de convertir la dette et de recapitaliser le groupe qui est en difficulté. Ce plan de recapitalisation s'accompagne d'une garantie par l'État de 750 millions d'euros de prêts, de l'octroi de 250 millions au titre du fonds de solidarité, d'un accord de conciliation avec les petits propriétaires qui abandonnent cinq mois de loyers et d'un plan social de 105 licenciements en France et aux Pays Bas.
En mai 2022, le groupe conclut un accord avec de nouveaux investisseurs, précipitant dans la foulée une révision à la hausse de ses perspectives pour l'année 2022, après avoir réduit ses pertes au premier semestre à 114,9 millions d'euros.
Le 16 septembre 2022 est acté un changement de contrôle du Groupe avec, à l’issue de sa recapitalisaton, trois nouveaux fonds et des créanciers : 25,4 % pour Alcentra, 24,2 % pour Fidera, 8,8 % pour Pastel Holding et 11,9 % pour les créanciers.
En septembre 2022, Gérard Brémond est remplacé par Georges Sampeur en tant que président du nouveau conseil.
Le 14 décembre 2022, le groupe Pierre & Vacances-Center Parcs rachète les parts de Villages Nature Tourisme appartenant à Euro Disney SCA
En octobre 2023, le groupe, par l'intermédiaire de sa marque maeva, acquiert Vacansoleil.
En novembre 2023, Pierre & Vacances annonce un rebond de son activité après des années difficiles et malgré un exercice décalé déficitaire en 2022-2023 avec une perte nette de 20,6 millions d'euros qui englobe des charges de cession exceptionnelles.
En mai 2024, en marge de la présentation de ses résultats semestriels, le groupe annonce un accord pour le refinancement de sa dette, et relève ses prévisions financières à court et long terme.

## Activités
Historiquement, le groupe Pierre & Vacances-Center Parcs est organisé autour de deux activités : promoteur immobilier (21% du chiffre d’affaires) et exploitant touristique (79% du chiffre d’affaires).
En 2023, le groupe abandonne son activité immobilière pour se concentrer uniquement sur le secteur touristique.

### Immobilier
L’activité immobilière de Pierre & Vacances-Center Parcs consiste à concevoir et construire des résidences de tourisme et villages de vacances, en tant que maître d’ouvrage (activité conduite par Pierre & Vacances Développement).

### Tourisme
L’activité touristique de Pierre & Vacances-Center Parcs consiste à exploiter (à bail ou sous mandat de gestion) des résidences et villages du Groupe et de partenaires et à commercialiser des séjours touristiques auprès de clients français ou étrangers.
Le groupe exploite 300 sites en Europe, qui représentent un peu plus de 45 800 appartements, maisons, villas et cottages, eux-mêmes classés selon le type de destination (mer, campagne, montagne, ville). 57% d’entre eux sont situés en France et 43% à l’étranger.
Au sein de cette activité, 78% du chiffre d’affaires provient de l’hébergement et 22% d’activités annexes, comme l’animation, les services, boutiques, la restauration.

#### Marques touristiques
L’activité touristique du groupe est organisée autour de six marques :
- Pierre & Vacances, qui propose des résidences de vacances en France, en Europe du sud et à l’international. Pierre & Vacances compte 179 sites qui représentent environ 17 421 appartements et maisons.
- Center Parcs et Sunparks, proposent un espace aquatique et des activités de loisirs et sportives. Les clients y résident dans des cottages. Il existe 29 domaines de ce type, qui représentent un peu plus de 18 460 cottages.
- Villages Nature Paris, village de vacances d’écotourisme développé avec Euro Disney SCA, centré sur les loisirs aquatiques et situé à Val d’Europe. Il compte 1 061 appartements et cottages. Le Groupe Pierre & Vacances – Center Parcs annonce le mercredi 14 décembre le succès des opérations de restructuration de Villages Nature Tourisme, le Groupe détient dès lors l’entièreté du solde du capital social du site[44].
- Adagio Aparthotel, qui propose des appartements situés en ville (Europe et monde), pour des moyens et longs séjours (89 sites, environ 9 900 appartements).
- Maeva et ses 3 activités : maeva.com (site web de distribution et de services professionnels aux propriétaires de résidences secondaires et aux professionnels du tourisme en France), maeva (chaîne de camping avec 3 labels : maeva Respire[45], maeva Escapades, maeva Club et activité de camping destinée aux professionnels de l’hôtellerie de plein air) et maeva Home (location de vacances entre particuliers avec un réseau de 4 000 appartements, villas et chalets de particuliers).

## Stratégie et responsabilité

### Modèle économique
Depuis 1967, l'originalité du modèle économique du groupe est de combiner des activités immobilières de conception et construction de résidences de tourisme et des activités touristiques d'exploitation de ses résidences et de commercialisation de séjours. L'entreprise indique que les deux activités s'inscrivent dans des cycles dissociés qui les rendent moins sensibles aux crises conjoncturelles ou sectorielles,.
La pertinence du modèle économique est cependant remise en cause. En 2013, le directeur de la gestion des patrimoines de Pierre & Vacances indique que « sur un tiers du parc, à l'issue du contrat initial, nous sommes en effet amenés à réviser certaines propositions de loyer en raison de la mauvaise conjoncture ». Dans plusieurs résidences, des propriétaires ont ainsi constitué des associations pour protester contre cette renégociation des loyers imposée par l'exploitant,. Le Président de la Fédération nationale des propriétaires de résidences de tourisme estime en 2013 que le modèle économique des résidences de tourisme est « irréaliste ».
Selon le magazine Capital, « le promoteur s'est retrouvé pris à son propre piège, celui de la défiscalisation. (...) Il n'a pas hésité à gonfler les prix de ses biens de 20, voire 40% au-dessus du marché, sous prétexte qu'ils étaient "défiscalisables". En contrepartie, il a dû promettre à ses investisseurs une rentabilité alléchante, de 3 à 6%. C'est-à-dire des loyers élevés, qu'il faut honorer quelle que soit la fréquentation ». Ainsi, au renouvellement de leur bail, 15% des investisseurs propriétaires choisissent de quitter le système face aux demandes de baisse de loyer le cas échéant proposées par l'exploitant, les propriétaires devant faire le choix entre faire fixer le loyer par le juge à sa valeur locative, ou mettre fin au bail et verser une indemnité d'éviction.
En décembre 2020, le premier confinement en France dû à la pandémie de Covid-19 provoque une forte baisse de l'activité des villages et résidences du groupe. Pierre et Vacances invoque le cas de force majeure et refuse de payer les loyers de cette période à des investisseurs propriétaires de cottages Center Parcs. Ce sont alors plus de 200 d'entre eux qui déposent un recours en justice.
En 2023, le groupe abandonne son activité immobilière pour se concentrer uniquement sur le secteur touristique.

### Internationalisation
Peu après sa nomination, le 3 septembre 2018, le directeur général Olivier  Brémond place la priorité du groupe sur son internationalisation.

### Écotourisme
Le concept initial de Pierre & Vacances est né à Avoriaz, et repose sur l'absence de voitures et sur une architecture dite "mimétique", qui cherche à donner aux constructions des formes inspirées de l'environnement dans lequel elles se situent. Ce concept a par la suite inspiré les résidences et villages de vacances du groupe, comme celui de Belle-Dune en baie de Somme[réf. nécessaire].
Le groupe a également lancé des initiatives pilotes, le Center Parcs du Lac d'Ailette ayant servi de pilote pour la création de la certification HQE applicable aux bâtiments tertiaires en 2006. En 2010, le Center Parcs Domaine des Trois Forêts devient la référence du groupe en matière d'écotourisme (construction en bois, cottages labellisés THPE, chaufferie bois, certification HQE). Le principe de la chaufferie au bois est également retenu pour l'extension de la station d'Avoriaz en 2011.
À la fin des années 2010, le groupe Pierre & Vacances-Center Parcs lance deux concepts centrés sur l'écotourisme : Villages Nature Paris (2017) et sa géothermie, et le domaine Center Parcs du Bois aux Daims (2015), concept reposant sur la rencontre de l'homme avec l'animal.
En mai 2022 est inauguré le Center Parcs des Landes De Gascogne. Ce nouveau domaine éco-responsable place le développement durable au cœur de son concept : cottages en bois, chaufferie biomasse, jardins potagers, mobilité douce, traitement des eaux et des déchets...

### Contrat cadre «Fonds chaleur» et Trajectoire carbone SBTI
En 2023, Le groupe Pierre & Vacances Center-Parcs s'engage avec l'Ademe et signe un contrat cadre "Fonds Chaleur" d'amélioration de l'efficace énergétique des bâtiments et de développement des énergies renouvelables thermiques pour une durée de sept ans.
La marque Pierre & Vacances est soutenue par l’Ademe dans son projet de production de chaleur et de froid à partir d’énergies renouvelables et de récupération (EnR&R) pour mener sa décarbonation et améliorer l’efficacité énergétique des bâtiments de ses résidences. Concrètement cela se traduit par des études de faisabilité, des recommandations et propositions sur les solutions techniques et de financement pour les projets potentiels, une réflexion sur les indicateurs de suivi des démarches et l’orientation vers des financements pour réduire de manière durable la consommation énergétique des résidences de la marque.

## Chiffres-clés

### Données liées à l'activité
Répartition du chiffre d'affaires par métier :
- Tourisme : 79%
- Immobilier : 21%

Répartition du chiffre d'affaires des activités d'hébergement, par type de destination :
- Campagne (Center Parcs, Villages Nature Paris) : 61%
- Mer (Pierre & Vacances) : 16%
- Montagne (Pierre & Vacances) : 10%
- Ville (Adagio) : 13%

### Données financières consolidées
| (En millions d'euros)         | 2010-2011 | 2011-2012 | 2012-2013 | 2013-2014 | 2014-2015 | 2015-2016 | 2016-2017 | 2017-2018 | 2018-2019 | 2019-2020 | 2020-2021 | 2021-2022 | 2022-2023 |
| ----------------------------- | --------- | --------- | --------- | --------- | --------- | --------- | --------- | --------- | --------- | --------- | --------- | --------- | --------- |
| Chiffre d'affaires            | 1 470     | 1 419     | 1 307     | 1 415     | 1 436     | 1 424     | 1 506     | 1 523     | 1 673     | 1 298     | 1 054     | 1 770     | 1 915     |
| Résultat opérationnel courant | 29,3      | -7,0      | 2,6       | 12,2      | 21,2      | 32,4      | 12,4      | 9,1       | 30,9      | -171,5    | -236,7    | 98,6      | 90,1      |
| Résultat net                  | 10,5      | -27,4     | -47,5     | -23,4     | -11,4     | -7,5      | -56,7     | -45,9     | -33       | -336,1    | -341,3    | 325       | -20,6     |

### Données RH
Effectif : 12 600
Répartition par genre dans l'ensemble de l'effectif :
- Femmes : 62%
- Hommes : 38%

Répartition par genre dans l'encadrement :
- Femmes : 53%
- Hommes : 47%

## Direction et gouvernance

### Comité de direction générale
La direction du groupe est assurée par un Comité de direction générale, qui réunit :
- Georges Sampeur, Président,
- Franck Gervais, Directeur général.

### Conseil d'administration
Le Conseil d’Administration est composé de 8 membres dont 1 est qualifié d'administrateur indépendant :
- Georges Sampeur, Président (administrateur indépendant)
- Franck Gervais, Directeur général
- Alcentra Flandre Limited, représentée par Amos Ouattara
- Fidera Limited, représentée par Jérôme Loustau
- Pascal Savary
- Christine Declercq (administrateur indépendant – administrateur référent)
- Claire Gagnaire (administrateur indépendant)
- Delphine Grison (référente - présidente du comité d'audit)

### Administrateurs représentant les salariés
Un administrateur représente les salariés :
- Thierry Amirault

## Actionnaires
Liste des principaux actionnaires au 16 septembre 2022:
| Flottant       | 29,7% |
| Alcentra       | 25,4% |
| Fidera         | 24,2% |
| Créanciers PGE | 11,9% |
| Pastel Holding | 8,8%  |

## Lobbying
Selon Les Échos, Gérard Brémond revendique pour son groupe un lobbying actif : « Le secteur de la promotion immobilière lui doit notamment tous les décrets, baptisés dans les couloirs de l'Assemblée nationale « les amendements Brémond », qui permettent aux particuliers quelques déductions fiscales sur lesquelles repose le principal argument de vente de Pierre & Vacances. Après la TVA, les lois Perissol, Demessine et, dernièrement, celles concernant les zones de revitalisation rurales (ZRR) porteront aussi sa marque. Une obstination et un entregent exceptionnels lui ont permis d'y glisser « ses » articles ».
Dès la nomination de Franck Gervais en 2021 à la tête du groupe, toutes les activités de lobbying cessent avec l'abandon par le groupe de son activité immobilière.

## Logo

Ancien logo.
Logo actuel.